# 六複合五方偏方面體
在幾何學中，六複合五方偏方面體是一種由6個五方偏方面體互相重疊組合成的一種幾何圖形，是一種星形二十面體，其被收錄於哈羅德·斯科特·麥克唐納·考克斯特的書《五十九種二十面體》中，並給予編號為4。若將每3個共面的四邊形視為同一個星形九邊形，則這種立體是一個稀有多面體。

## 性質

### 作為一個複合多面體
若作為一個複合多面體，其由6個全等的五方偏方面體組合而成，因此頂點數將會是五方偏方面體的六倍，因此共有60個面、120條邊和72個頂點。
|              |                                                                         |
| 五方偏方面體 | 以虛線表示左圖的黃色 五方偏方面體在 六複合五方偏方面 體圖形中隱藏的部分 |

其五方偏方面體上下兩個頂點隱沒與立體內部，因此整個圖形共有12個頂點隱沒於圖形內部。

#### 構造
六複合五方偏方面體可藉由使五方偏方面體的側邊的稜與六複合五方偏方面體的凸包小斜方截半二十面體正方形面的對角線上，並放置六個方向不同的五方偏方面體使凸包小斜方截半二十面體每個正方形面都有對到2個五方偏方面體的稜為止。

### 作為一個星形多面體
相同外觀的立體作為一個星形多面體時，其由20個自相交九邊形組成，並且非複合多面體，這種立體又稱為稀有九角星二十面體（Noble enneagrammic icosahedron）。這種多面體是一種星形二十面體，其在杜·瓦爾記號中可以用D表示。其表面可見的面為三角形和鷂形
稀有九角星二十面體共由20個面、90條邊和60個頂點組成，頂點圖為等腰三角形。

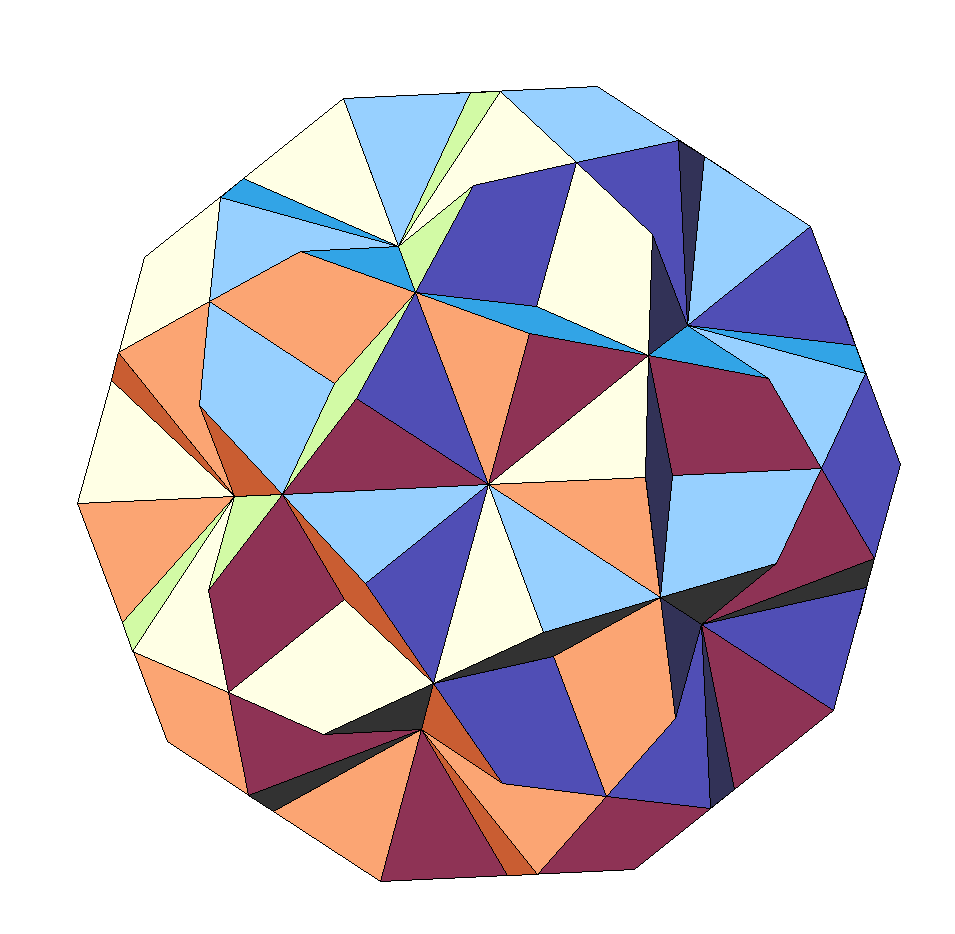
作為星形二十面體的六複合五方偏方面體。每個相同面以相同顏色表示

| 星狀圖 | 星形 | 星狀核     | 凸包               |
| ------ | ---- | ---------- | ------------------ |
|        |      | 正二十面體 | 小斜方截半二十面體 |

| 一個星形二十面體，其六個五方偏方面體 的交棱和交點都是其邊和頂點。 |

## 對偶多面體

### 複合多面體的對偶
由於六複合五方偏方面體由6個五方偏方面體組成，因此其對偶會是一個由6個五方偏方面體的對偶多面體組成的複合多面體，即六複合五角反角柱，其頂點座標可以利用黃金比例τ = (1+√5)/2來表示，共有三種形式 (±(3+4τ), 0, ±(4−3τ))、 (±(2−4τ), ±5τ, ±(1−2τ))和(±(2+τ), ±5, ±(4+2τ))，由於具有點可遞特性，因此是一種均勻複合體。

### 星形多面體的對偶
六複合五方偏方面體作為一個星形多面體時，並非是複合多面體，而是由20個互相相交的自相交九邊形組成的立體，頂點圖為等腰三角形，因此其對偶多面體是一個由等腰三角形構成的立體，為小稀有三角六十面體。小稀有三角六十面體由60個等腰三角形組成，是正十二面體的刻面多面體，並與大稀有三角六十面體拓樸同構。